# Крістіан Клав'є
Крістіан Жан-Марі́ Клав'є, фр. Christian Jean-Marie Clavier (*6 травня 1952, Париж)  — французький актор, сценарист. Один з найвидатніших коміків французького кінематографу.

## Біографія

### Родина
Крістіан Клав'є народився 6 травня 1952 року в Парижі. Його батько, Жан-Клод, був хірургом, а мати — домогосподарка. У нього є брат, Стефан Клав'є, режисер, сценарист, актор, і сестра, яка учителює.

### Навчання
Після початкової школи закінчив престижний ліцей Луї Пастера (Lycée Pasteur) в Нейї-сюр-Сен, там же познайомився із майбутньою дружиною Марі-Ан Шазель, а також з Жераром  Жюньо, Т'єррі Лерміттом, Мішелем Бланом та Франсуа Олландом, майбутнім президентом Франції.
Після закінчення ліцею Клав'є два роки навчався в Паризькому інституті політики (Sciences Po Paris), отримав ступінь бакалавра з відзнакою. Плануючи в майбутньому стати політологом, навіть деякий час перебував у лавах французької компартії. Та незабаром політика перестає його цікавити і він разом з дружиною та ліцейськими друзями ставить першу виставу «Тут Жоржа немає» в кафе-театрі «Колона».

### Акторська кар'єра
Закінчивши навчання в інституті Кристіан починає акторську кар'єру з комедійної театральної трупи «Le Splendid» («Надзвичайна команда») і бере участь у великій кількості комедійних стрічок, одночасно удосконалюючи акторську майстерність навчанням у театрі Цили Челтон, де працює над роллю Гамлета.
Крістіан Клав'є став надзвичайно відомим після фільму «Прибульці» (1993), де грає в парі з Жаном Рено. Після чого не менш блискуче зіграє разом з Жераром Депардьє у фільмі «Астерікс і Обелікс». За останні десять років ця трійця стає найпотужнішим імпульсом у французькому і світовому кінопрокаті.
У крутійських фільмах Крістіан Клав'є грав разом з такими акторами:
- Жаном Рено — у фільмах «Операція „Консервована яловичина“», «Корсиканець» (2004), «Татусі без шкідливих звичок» (On ne choisit pas sa famille, 2011) та серіалі «На́брід» (1993-2016);
- Жераром Депардьє — у фільмі  «Ангели-хранителі» і перших двох фільмах серії «Астерікс і Обелікс».

### Фільмографія
| Рік  | Назва українською                                                       | Назва французькою                                               |
| ---- | ----------------------------------------------------------------------- | --------------------------------------------------------------- |
| 1975 | Не слід мовчати лише тому, що нічого сказати                            | C'est pas parce qu'on a rien à dire qu'il faut fermer sa gueule |
| 1975 | Нехай розпочнеться свято                                                | Que la fête commence                                            |
| 1977 | Диявол в коробці                                                        | Le diable dans la boîte                                         |
| 1977 | Зіпсовані діти                                                          | Des enfants gates                                               |
| 1977 | Скажіть їй, що я її кохаю                                               | Dites-lui que je l'aime                                         |
| 1978 | Засмаглі                                                                | Les bronzés                                                     |
| 1979 | Засмаглі на лижах                                                       | Les bronzés font du ski                                         |
| 1980 | Коктейль Молотова                                                       | Cocktail Molotov                                                |
| 1981 | Клара та симпатяги                                                      | Clara et les Chics Types                                        |
| 1982 | Діда мороза не треба                                                    | Le Père Noël est une ordure                                     |
| 1982 | Жандарм та жандарметки (статист в сцені аварії, в титрах не зазначений) | Le Gendarme et les Gendarmettes                                 |
| 1983 | Таточко опирається                                                      | Papy fait de la résistance                                      |
| 1985 | Сцени із життя                                                          | Tranches de vie                                                 |
| 1989 | Мої найкращі друзі                                                      | Mes meilleurs copains                                           |
| 1991 | Операція «Тушонка»                                                      | L'Opération Corned-Beef                                         |
| 1993 | Жага золота                                                             | La Soif de l'Or                                                 |
| 1993 | Прибульці                                                               | Les Visiteurs                                                   |
| 1994 | Підступність слави                                                      | Grosse Fatigue                                                  |
| 1995 | Між янголом та бісом                                                    | Les Anges gardiens                                              |
| 1998 | Прибульці 2: Коридори часу                                              | Les Couloirs du temps : Les visiteurs 2                         |
| 1999 | Астерікс і Обелікс проти Цезаря                                         | Astérix et Obélix contre César                                  |
| 2001 | Прибульці в Америці                                                     | Just Visiting                                                   |
| 2002 | Астерікс і Обелікс: Місія «Клеопатра»                                   | Astérix & Obélix: Mission Cléopâtre                             |
| 2004 | Корсиканець                                                             | L'Enquête corse                                                 |
| 2005 | Протиотрута                                                             | L' Antidote                                                     |
| 2006 | Шпигунські пристрасті                                                   | L'Entente cordiale                                              |
| 2006 | Веселі та засмаглі 3                                                    | Les bronzés 3: amis pour la vie                                 |
| 2007 | Немає сексу, немає грошей                                               | Le Prix a Payer                                                 |
| 2007 | Червоний готель                                                         | L`Auberge rouge                                                 |
| 2008 | Удаваний хворий                                                         | Le Malade imaginaire                                            |
| 2011 | Татусі без шкідливих звичок                                             | On ne choisit pas sa famille                                    |
| 2013 | Божевільні преподи                                                      | Les Profs                                                       |
| 2014 | Ані хвилини спокою                                                      | Une heure de tranquillité                                       |
| 2014 | Божевільне весілля                                                      | Qu'est-ce qu'on a fait au Bon Dieu?                             |
| 2015 | Superнянь 2                                                             | Babysitting 2                                                   |
| 2016 | Прибульці 3: Взяття Бастилії                                            | Les Visiteurs : La Révolution                                   |
| 2017 | Божевільні сусіди                                                       | À bras ouverts                                                  |
| 2017 | Момо                                                                    | Momo                                                            |
| 2021 | За що нам це?                                                           | Qu'est-ce qu'on a encore fait au Bon Dieu?                      |

### Телебачення
| Рік  | Назва українською | Назва французькою | Роль                |
| ---- | ----------------- | ----------------- | ------------------- |
| 2000 | Знедолені         | Les Misérables    | Тенардьє            |
| 2002 | Наполеон          | Napoleon          | Наполеон I Бонапарт |